# Otto III. (Waldeck)
Otto III. von Waldeck zu Landau (* um 1389; † 1458/1459) war der zweite regierende Graf der seit 1397 bestehenden „älteren Landauer Linie“ des Hauses Waldeck. Er war der Sohn des Grafen Adolf III. von Waldeck, des Begründers der älteren Landauer Linie, und dessen Frau Agnes von Ziegenhain.

## Leben
Otto III. residierte, wie bereits sein Vater, im Schloss Landau in Landau. Seine Regentschaft fiel in die Zeit der Zurückdrängung von Kurmainz und der Konsolidierung der landgräflichen Vormachtstellung in Mittel- und Niederhessen, und seine Amtshandlungen standen unter dem Zwang der dadurch bedingten Umstände. Nahezu sofort nach dem Tod seines Vaters und seinem eigenen Regierungsantritt trug er am 8. Oktober 1431 Schloss und Stadt Landau mit allem Zubehör dem Landgrafen Ludwig I. von Hessen zu Lehen auf und erhielt es von diesem als erbliches Mannlehen für sich und seine Söhne Johann und Heinrich zurück. Die bisherige Politik der Waldecker Grafen – wie auch der Ziegenhainer – zur Wahrung der eigenen Unabhängigkeit zwischen Hessen und Kurmainz zu lavieren, war nach den Mainzer Niederlagen bei Fritzlar im Juli und bei Fulda im August im Mainzisch-Hessischen Krieg von 1427 und dem Frieden von Frankfurt vom Dezember 1427 nicht länger möglich, nachdem selbst Mainz nahezu alle seine Besitzungen in Nieder- und Mittelhessen vom Landgrafen zu Lehen hatte nehmen müssen.
Die im Jahre 1431 von Otto III. an Landgraf Ludwig vorgenommene Verpfändung des Dorfs Ehringen (in den Jahren 1455, 1472 und 1534 noch mehrmals erhöht) führte später zu viel Streit zwischen Waldeck und Hessen und wurde erst in einem 1635 beschlossenen und 1648 mit dem Westfälischen Frieden bestätigten Vergleich beendet, indem Waldeck die landesherrlichen Rechte an Hessen abtrat, alle anderen Rechte (Mühlen, Kirchensatz usw.) aber weiterhin behielt.
Am 30. August 1438 erneuerte und erweiterte Otto seinen Lehensauftrag an Landgraf Ludwig; dabei verpflichtete er sich, einem eventuellen Versuch seiner Waldecker Verwandten, ihre Herrschaft einem anderen Fürsten aufzutragen, zu verkaufen oder zu verpfänden, seine Einwilligung zu verweigern. Gleichzeitig lieh er dem Landgrafen 3100 Rheinische Goldgulden, wofür ihm dieser das Amt Hofgeismar (die Stadt war noch mainzisch) und die Burg Schöneberg verpfändete. Ottos Sohn Otto IV. hielt diese Pfänder noch im Jahre 1495, als er selbst starb.
Nach dem Aussterben des Hauses Ziegenhain mit Graf Johann II. und der sofortigen, aber noch bis 1495 umstrittenen Inbesitznahme der beiden Grafschaften Ziegenhain und Nidda durch Landgraf Ludwig I. verzichteten Otto III., dessen Kusine Elisabeth die Witwe des letzten Ziegenhainer Grafen war, und sein Sohn Otto IV. am 30. September 1455 in aller Form schriftlich und mündlich vor einem Schiedsgericht unter Vorsitz des landgräflich-hessischen Marschalls Johann von Meisenbug auf die Grafschaften Ziegenhain und Nidda und auf Burg und Herrschaft Lißberg, offensichtlich nach dem Erhalt einer Abfindung; die beiden bekundeten, vom Landgrafen 1000 Gulden sowie das Dorf Twiste und eine jährliche Geldzahlung und 1000 Gulden geliehen bekommen zu haben – eine vergleichsweise geringe Gegenleistung für die Entsagung der Erbschaftsansprüche auf die beiden Grafschaften.
Innenpolitisch ist aus Ottos Regierungszeit bemerkenswert, dass er sich fürsorglich um den in Mengeringhausen von einer „Süstern“ (Schwestern) genannten Gruppe Beginen begründeten Beginenhof kümmerte und diesen wirtschaftlich stärkte.

## Familie
Otto III. heiratete im Jahre 1424 Anna von Oldenburg († nach 22. Juni 1438), und hatte mit ihr drei  Söhne, Johann, Heinrich und Otto († 1495). Die beiden älteren werden im ersten hessischen Lehensbrief am 8. Oktober 1431 als Mitbelehnte genannt, werden aber im Lehensbrief vom 30. August 1438 nicht mehr erwähnt und waren somit bereits verstorben. Otto IV. folgte seinem Vater als regierender Graf von Waldeck zu Landau.
Wahrscheinlich war die 1495 verstorbene Elisabeth, die von 1442 bis zu ihrem Tod Äbtissin des Frauenstifts Kaufungen war, eine Tochter Ottos.